# گلدان (جیرفت)
گلدان روستایی در دهستان رضوان بخش جبالبارز شهرستان جیرفت استان کرمان ایران است.

## جمعیت
بر پایه سرشماری عمومی نفوس و مسکن در سال ۱۳۹۵ جمعیت این مکان ۳۵۶ نفر (۱۰۵خانوار) بوده‌است.